# STS (gruppo musicale)
STS è un trio musicale folk rock austriaco, fondato nel 1978 da Gert Steinbäcker, Günter Timischl e Schiffkowitz (nome vero Helmut Röhrling), dalle cui iniziali deriva il nome del gruppo.
Tutti e tre i musicisti provengono dalla Stiria, un dato questo che viene sottolineato anche nelle loro canzoni. Tutti e tre suonano la chitarra acustica e cantano i ritornelli a tre voci; quella da solista viene affidata, in generale, al compositore della canzone. Il tipo di musica fa pensare a Crosby, Stills and Nash come esempi. Sono noti per la fedeltà alla loro linea musicale e per i concerti dal vivo appassionanti.
Nel 2014 il gruppo si è sciolto.

## Discografia

### Singoli
- Fürstenfeld
- Da kummt die Sunn
- Großvater
- Gö, Du bleibst heut Nacht bei mir
- Wunder meiner Seligkeit
- Überdosis G′fühl
- Irgendwann bleib i dann dort

### Album
- 1981: Gegenlicht
- 1984: Überdosis G'fühl
- 1985: Grenzenlos
- 1987: Augenblicke
- 1988: Auf Tour - Live
- 1989: Gö, Du Bleibst ...
- 1990: Steinbäcker: Einmal Im Leb'n
- 1990: Jeder Tag Zählt
- 1990: Glanzlichter
- 1992: Auf A Wort
- 1993: Rosegger
- 1994: Steinbäcker: Steinbäcker
- 1995: Zeit
- 1996: Die Größten Hits Aus 15 Jahren
- 1997: Steinbäcker: Stationen
- 1998: Master Series
- 1998: Volle Kraft
- 1998: Steinbäcker: Master Series
- 2000: Live
- 2000: Schiffkowitz: Er Selbst
- 2002: Best Of
- 2002: Steinbäcker: Best Of
- 2003: Herzverbunden
- 2006: Herzverbunden - DVD
- 2007: Neuer Morgen